# Nick Hendrix
| Nick Hendrix                              | Nick Hendrix                              |
| Kattints az alábbi külső linkek egyikére! | Kattints az alábbi külső linkek egyikére! |
| ----------------------------------------- | ----------------------------------------- |
| Nem található szabad kép.(?)              |                                           |
| külső link · jogvédett                    | Portréja a TMDB adatbázisban              |

Nick Hendrix (Ascot, Berkshire 1985. március 19. –) brit színész.
Legismertebb alakítása Jamie Winter nyomozó őrmester a Kisvárosi gyilkosságok (Midsomer Murders) című televíziós krimisorozat 2016-tól, John Barnaby rendőr-főfelügyelő (Neil Dudgeon) állandó munkatársaként.

## Életpályája
Hendrix Etonban nőtt fel. A középiskola után az exeteri egyetemen majd a Royal Academy of Dramatic Art-ban tanult 2010-ig.

## Szerepei

### Játékfilmek
| Év   | Eredeti cím                             | Szerep              | Magyar cím                                         |
| ---- | --------------------------------------- | ------------------- | -------------------------------------------------- |
| 2011 | Captain America: The First Avenger      | Army Heckler        | Amerika Kapitány: Az első bosszúálló               |
| 2012 | Red Tails                               | Co-Pilot Al         |                                                    |
| 2015 | National Theatre Live: Man and Superman | Hector Malone       | National Theatre Live: Ember és felsőbbrendű ember |
| 2015 | Legend                                  | Hew McCowan         | Legenda                                            |
| 2015 | Suffragette                             | Government Minister | Szüfrazsett                                        |

### Televíziós sorozatok
| Év    | Eredeti cím             | Szerep                          | Magyar cím             | Notes                           |
| ----- | ----------------------- | ------------------------------- | ---------------------- | ------------------------------- |
| 2011  | Silk                    | Peter (Outdoor Clerk)           |                        | epizód: 1.1                     |
| 2011  | Black Mirror            | Andrew                          | Fekete tükör           | epizód: "The National Anthem"   |
| 2012  | Inspector George Gently | Anthony Baugh                   |                        | epizód: "Gently with Class"     |
| 2013  | Call the Midwife        | Bob Lacey                       | Hívják a bábát!        | epizód: 2.7                     |
| 2013  | Lightfields             | Glenn                           |                        | epizód: 1.3, 1.4                |
| 2013  | The White Queen         | Edmund Beaufort                 | A fehér királyné       | epizód: "War at First Hand"     |
| 2013  | Medics                  | Simon Denham                    |                        |                                 |
| 2015  | Foyle's War             | Robert Lucas                    | Foyle háborúja         | epizód: "Trespass"              |
| 2016  | Marcella                | Adrian Cooper                   |                        | epizód: 1.2–1.4                 |
| 2016  | The Crown               | Billy Wallace                   | A korona               | epizód: "Gloriana", "Gelignite" |
| 2016– | Midsomer Murders        | Detective Sergeant Jamie Winter | Kisvárosi gyilkosságok | Sorozat: évad 19–               |

### Színpad
- 2014: A Winslow fiú, The Old Vic (Dickie Winslow)
- 2015: Ember és felsőbbrendű ember, Royal National Theatre (Hector)

## Fordítás
- Ez a szócikk részben vagy egészben  a   Nick Hendrix című angol Wikipédia-szócikk fordításán alapul.  Az eredeti cikk szerkesztőit annak laptörténete sorolja fel. Ez a jelzés csupán a megfogalmazás eredetét és a szerzői jogokat jelzi, nem szolgál a cikkben szereplő információk forrásmegjelöléseként.